# Ludwig Ahgren
Ludwig Ahgren, mera känd under sitt streamingnamn "Ludwig", född 6 juli 1995 i Hollis, New Hampshire, är en amerikansk streamare, youtubare, podcastare, komiker, esportskommentator samt esportare. 

## Biografi
Ahgren är mest känd för sina livestreamar på Twitch från 2018 till slutet av 2021 och på YouTube med början i slutet av 2021, där han sänder dataspelsrelaterat innehåll såväl som icke-dataspelsrelaterat innehåll som spelprogram och tävlingar. Han är även känd för sitt arbete som esportkommentator vid olika Super Smash Bros. Melee-turneringar. Han är delägare i esportorganisationen Moist Esports. Han började streama på heltid den 16 februari 2019.